# جان لوي
جان لوي (بالإنجليزية: Jean Lowe)‏ هي رسامة أمريكية، ولدت في 1960.